# Sérgio Mendes
Sérgio Mendes (11. února 1941 Niterói – 5. září 2024 Los Angeles) byl brazilský skladatel, zpěvák a producent. Měl za sebou více než šest dekád dlouhou tvůrčí kariéru, během které významně přispěl k rozvoji stylů jako bossa nova a obecně latinskoamerické pop music. Spolupracoval se slavnými interprety jako byly jazzové legendy Cannonball Addereley a Herbie Mann, později i se skupinou The Black Eyed Peas. Zpěvák John Legend s ním nahrál na Oskara nominovanou píseň k animovanému filmu Rio.

## Život a kariéra
Už od svých sedmi let studoval hru na piáno, během dospívání si zamiloval jazz a poté pracoval v klubech v Rio de Janeiru. Do spojených států se dostal jako umělec poprvé v roce 1962, když se účastnil Bossa Nova Festivalu v Carnegie Hall. Později žil v Los Angeles.
V roce 1966 Mendes celosvětově prorazil s novou verzí hitu „Mas Que Nada“, kterou původně složil brazilský interpret Jorge Ben Jor, a dodnes jde o jednu z nejpopulárnějších brazilských písní vůbec. Píseň se v té době dostala až do Top 10 americké hitparády Billboard 200. O celých 40 let později (v roce 2006) se znovu proslavil spoluprací na nové verzi singlu „Mas Que Nada“ se skupinou The Black Eyed Peas. S návrhem spolupráce přišel jeho velký fanoušek, producent will.i.am.
V roce 2020 vydal nové album In the Key of Joy, na kterém spolupracovala i jeho dlouholetá partnerka, zpěvačka Gracinha Leporace.